# Vanuatu all'ABU TV Song Festival
Il Vanuatu ha debuttato all'edizione 2020 della manifestazione.

## Partecipazioni
| Anno | Artista    | Canzone      | Lingua  |
| ---- | ---------- | ------------ | ------- |
| 2020 | Tokosouwia | "Resilience" | Bislama |